# キャリー・アン・イナバ
キャリー・アン・イナバ（Carrie Ann Inaba、1968年1月5日 - ）は、アメリカ合衆国のダンサー、振り付け師、女優、歌手である。
ハワイ州ホノルル出身、ホノルルで育つ。人種的には日本人、中国人、アイルランド人の血を引いている。

## 人物

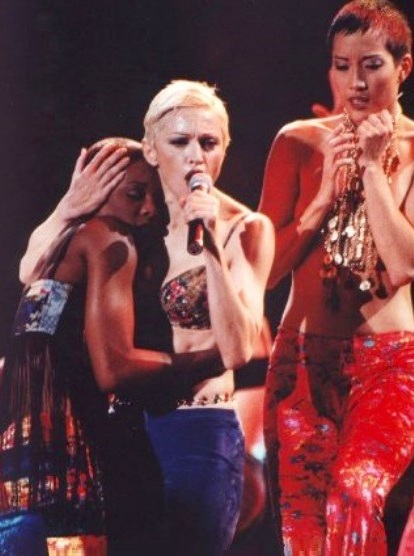
マドンナの世界ツアーでのキャリー（右、1993年）

プナホウ・スクールから上智大学とカリフォルニア大学アーバイン校に進学し、カリフォルニア大学ロサンゼルス校を卒業、世界芸術・文化の分野での文学士を得る。
日本語が堪能であり、1986年から1988年までは東京に居住。バックダンサーグループ「Dee-Dee」のメンバーとして活動後、ソロシンガーとして3枚のシングルレコードを発売。テレビやラジオでの司会者も務めた。
アメリカに帰国後も、バックダンサーなどとしてテレビに出演した。1993年には、マドンナの世界ツアーにダンサーとして参加、その後リッキー・マーティンのツアーにも参加している。映画「オースティン・パワーズ　ゴールドメンバー」（2002年）では、日本人「Fook Yu」役として、同じく日系アメリカ人女優であるダイアン・ミゾタとともに双子の姉妹を演じた。この二人は後に、マイク・マイヤーズとの共演によりモトローラの広告に登場した。
イナバは、「アメリカン・アイドル」など複数の人気テレビシリーズや、ミス・アメリカコンテストにおける振り付けも行っている。また、自身で映画制作会社を設立している。現在は、ABCで放送されるダンス勝ち抜き形式の人気リアリティ番組「ダンシング・ウィズ・ザ・スターズ（Dancing with the Stars）」における審査員をシリーズ5期の全てで務めている。
2019年から2021年までアメリカのトーク番組『ザ・トーク』に共同司会者の一人として出演。

## ディスコグラフィ

### シングル
1. PARTY GIRL　c/w　CHINA BLUE（1987年4月21日）
2. Be Your Girl　c/w　6 1/2（シックスハーフ）のカペジオ（1987年10月21日）
3. 夢の背中　c/w　SEARCHIN' （1988年3月5日） - A面曲は「春の高校バレー」イメージソング。